# Jada Pinkett Smith
Jada Koren Pinkett Smith (nascida Jada Koren Pinkett, Baltimore, 18 de setembro de 1971) é uma atriz, dubladora, cantora e empresária americana.
Ela ficou conhecida nos anos 90 por seu papel na série A Different World e em vários filmes, incluindo Menace II Society, The Nutty Professor, Set It Off, e Scream 2. Em 2003 voltou, apareceu nos cinemas como Niobe em dois filmes da franquia Matrix: The Matrix Reloaded e The Matrix Revolutions. A partir de 2005, começou a dublar a personagem Glória nos filmes de animação da franquia Madagascar.
Em 2014, foi lançada como a vilã Fish Mooney na série Gotham da  WARNER, baseada nos personagens da franquia do super-herói Batman.

## Família e início da vida

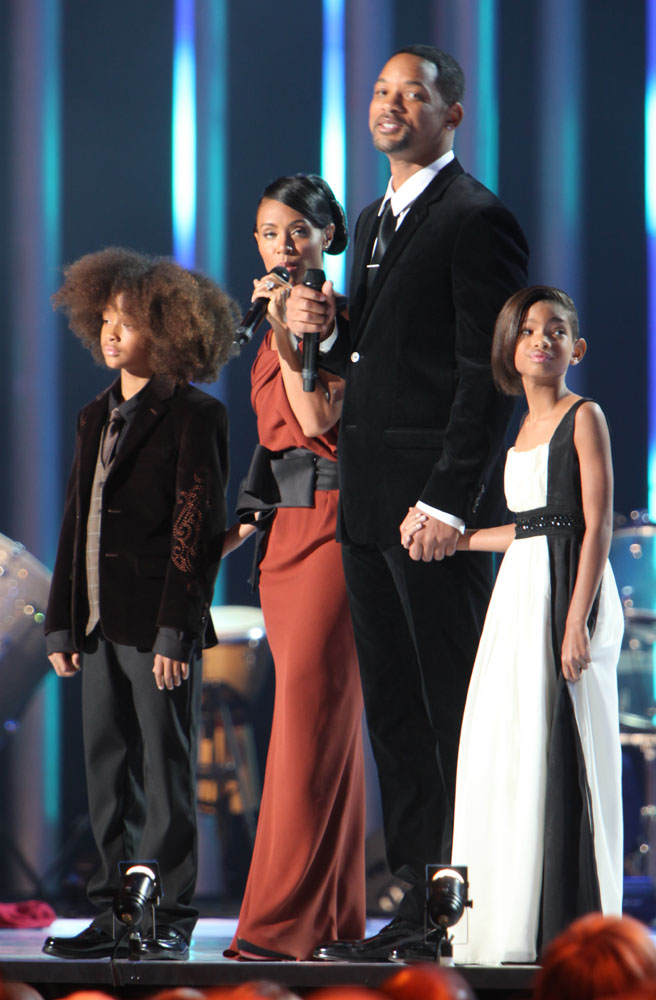
Will e Jada com seus filhos Jaden e Willow no The Nobel Peace Price Concert 2009.

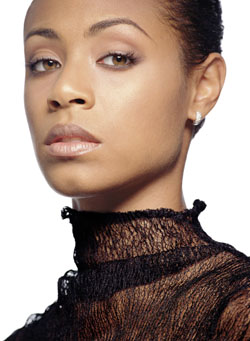
Jada para a Vogue em 2001.

Nascida em Baltimore, Maryland, Jada recebeu seu nome por causa de Jada Rowland, uma atriz de uma novela favorita de sua mãe. A família de seu pai é afro-americana e a família de sua mãe é afro-caribenha. Seu avô materno era de Barbados e os pais de sua avó materna eram da Jamaica. Seus pais são Adrienne Banfield-Jones, uma enfermeira chefe de uma clínica em Baltimore, e Robsol Pinkett, Jr., que dirigia uma empresa de construção. Adrienne ficou grávida na escola e o casal se casou mas se divorciou após alguns meses. Adrianne criou Jada com a ajuda de sua mãe, Marion Martin Banfield, uma assistente social. Marion notou a paixão de sua neta pelas artes e a matriculou em aulas de piano, sapateado, e balé.
Seu irmão mais novo é o ator e roteirista Caleeb Pinkett (nascido em 3 de janeiro de 1980).
Em 1998, participou como dama de honra no casamento de sua mãe com o executivo de telecomunicações Paul Jones.
Ela já mostrou grande admiração por sua avó, dizendo: "Minha avó era uma fazedora que queria criar uma comunidade melhor e acrescentar beleza para o mundo."
Frequentou a Baltimore School for the Arts, onde conheceu e se tornou grande amiga do seu colega Tupac Shakur, declarando recentemente que era traficante de drogas na época que conheceu o Tupac Shakur. Ela se especializou em dança e teatro e se formou em 1989. Continuou sua educação na University of North Carolina School of the Arts, e investiu inteiramente em prosseguir sua carreira de atriz. Em última análise, mudou-se para Los Angeles, Califórnia, onde rapidamente encontrou o sucesso na indústria do entretenimento.

## Vida pessoal
Jada conheceu Will Smith em 1994 nos bastidores da série estrelada por ele, Um Maluco no Pedaço, quando ela fez o teste para o papel da namorada de seu personagem, Lisa Wilkes. O papel ficou com Nia Long. Jada e Will se tornaram amigos, e começaram a namorar em 1995. Em 31 de dezembro de 1997, cerca de 100 convidados participaram de seu casamento no The Cloisters, perto de sua cidade natal, Baltimore. O casal tem dois filhos: Jaden Smith (nascido em 8 de julho de 1998) e Willow Smith (nascida em 31 de outubro de 2000).
Em 2023, Jada Pinkett Smith revelou, na promoção do seu novo livro de memórias, que está separada de Will Smith há sete anos.

## Wicked Wisdom
Sob o nome artístico Jada Koren, formou a banda de nu metal Wicked Wisdom em 2002. A banda é formada por Jada como vocalista, Pocket Honore (guitarra, vocais), Cameron "Wirm" Graves (guitarra, teclado, vocais), e Rio (baixo, vocais). A banda é gerenciada por James Lassiter e Miguel Melendez da Overbrook Entertainment, uma empresa co-fundada pelo marido de Jada, Will Smith.
O auto-intitulado álbum de estreia da banda foi lançado em 21 de fevereiro de 2006, pela companhia de produção de Jada "100% Womon" e a Suburban Noize Records. Will Smith serviu como produtor executivo do projeto. O álbum entrou para o Top Heatseekers e alcançou a posição número 44 durante a semana de 11 de março de 2006. Alex Henderson da allmusic disse sobre o álbum: "[Jada Pinkett Smith] mostra-se uma expressiva, cantora comandante" e que "[Wicked Wisdom] mostra-se uma promessa considerável". A banda promoveu o álbum em 2006, excursionando com a banda de heavy metal Sevendust.

## Filmografia
| Cinema | Cinema                             | Cinema                            | Cinema                           |
| Ano    | Título                             | Personagem                        | Nota                             |
| ------ | ---------------------------------- | --------------------------------- | -------------------------------- |
| 2021   | The Matrix Resurrections           | Niobe                             |                                  |
| 2019   | Angel Has Fallen                   | Agente do FBI Helen Thompson      |                                  |
| 2017   | Girls Trip                         | Lisa Cooper                       |                                  |
| 2016   | Bad Moms                           | Stacy                             |                                  |
| 2015   | Magic Mike XXL                     | Rome                              |                                  |
| 2012   | Men in Black III                   | Convidada da festa                | Não creditada                    |
| 2008   | The Human Contract                 | Rita                              | Também foi diretora e roteirista |
| 2008   | The Women                          | Alex Fisher                       |                                  |
| 2009   | Reign Over Me                      | Janeane Johnson                   |                                  |
| 2004   | Colateral                          | Annie                             |                                  |
| 2003   | The Matrix Revolutions             | Niobe                             |                                  |
| 2003   | The Matrix Reloaded                | Niobe                             |                                  |
| 2003   | Maniac Magee                       | Narradora e Amanda Beale (adulta) | Telefilme                        |
| 2001   | Ali                                | Sonji Roi                         |                                  |
| 2001   | Kingdom Come                       | Charisse Slocumb                  |                                  |
| 2000   | Bamboozled                         | Sloan Hopkins                     |                                  |
| 1998   | Blossoms and Veils                 | Mary                              | Curta-metragem                   |
| 1998   | Return to Paradise                 | M.J. Major                        |                                  |
| 1998   | Woo                                | Darlene "Woo" Barnes              |                                  |
| 1997   | Scream 2                           | Maureen Evans                     |                                  |
| 1996   | Set It Off                         | Lida 'Stony' Newsom               |                                  |
| 1996   | The Nutty Professor                | Professora Carla Purty            |                                  |
| 1995   | Tales from the Crypt: Demon Knight | Jeryline                          |                                  |
| 1994   | A Low Down Dirty Shame             | Peaches                           |                                  |
| 1994   | Jason's Lyric                      | Lyric                             |                                  |
| 1994   | The Inkwell                        | Lauren Kelly                      |                                  |
| 1993   | Menace II Society                  | Ronnie                            |                                  |

| Dublagem | Dublagem                           | Dublagem   | Dublagem                             |
| Ano      | Título                             | Personagem | Nota                                 |
| -------- | ---------------------------------- | ---------- | ------------------------------------ |
| 2014     | Penguins of Madagascar             | Glória     |                                      |
| 2013     | Madly Madagascar                   | Glória     | Curta-metragem                       |
| 2012     | Madagascar 3: Europe's Most Wanted | Glória     |                                      |
| 2009     | Merry Madagascar                   | Glória     | Curta-metragem                       |
| 2008     | Madagascar: Escape 2 Africa        | Glória     |                                      |
| 2005     | Madagascar                         | Glória     |                                      |
| 2003     | Enter the Matrix                   | Niobe      | Videogame e captura de movimento FMV |
| 1999     | Princesa Mononoke                  | Toki       | Versão americana                     |

| Televisão | Televisão           | Televisão           | Televisão                                                    |
| Ano       | Título              | Personagem          | Nota                                                         |
| --------- | ------------------- | ------------------- | ------------------------------------------------------------ |
| 2014–2015 | Gotham              | Fish Mooney         | Elenco principal                                             |
| 2009–2011 | Hawthorne           | Christina Hawthorne | Elenco principal                                             |
| 1991–1993 | A Different World   | Lena James          | Elenco recorrente, Temporada 5 Elenco principal, Temporada 6 |
| 1991      | 21 Jump Street      | Nicole              | Temporada 5, Episódio 21                                     |
| 1991      | Doogie Howser, M.D. | Trish Andrews       | Temporada 2, Episódio 16                                     |
| 1990      | True Colors         | Beverly             | Temporada 1, Episódio 6                                      |

## Prêmios e indicações
| Ano  | Prêmio                          | Categoria                                                                  | Trabalho                  | Resultado |
| ---- | ------------------------------- | -------------------------------------------------------------------------- | ------------------------- | --------- |
| 2015 | NAACP Image Awards              | Outstanding Supporting Actress in a Drama Series                           | Gotham                    | Indicada  |
| 2015 | People's Choice Awards          | Favorite Actress in a New TV Series                                        | Gotham                    | Indicada  |
| 2011 | NAACP Image Awards              | Outstanding Actress in a Drama Series                                      | Hawthorne                 | Indicada  |
| 2010 | NAACP Image Awards              | Outstanding Actress in a Drama Series                                      | Hawthorne                 | Venceu    |
| 2009 | Framboesa de Ouro               | Worst Actress                                                              | The Women                 | Indicada  |
| 2005 | BET Comedy Awards               | Best Performance in an Animated Theatrical Film                            | Madagascar                | Venceu    |
| 2005 | NAACP Image Awards              | Outstanding Supporting Actress in a Motion Picture                         | Colateral                 | Indicada  |
| 2005 | Black Reel Awards               | Best Supporting Actress                                                    | Colateral                 | Venceu    |
| 2004 | NAACP Image Awards              | Outstanding Supporting Actress in a Motion Picture                         | The Matrix Revolutions    | Venceu    |
| 2003 | Teen Choice Awards              | Choice Movie Actress – Drama/Action Adventure                              | The Matrix Reloaded       | Venceu    |
| 2002 | NAACP Image Awards              | Outstanding Supporting Actress in a Motion Picture                         | Ali                       | Indicada  |
| 2001 | NAACP Image Awards              | Melhor Atriz no Cinema                                                     | Bamboozled                | Venceu    |
| 2001 | Black Reel Awards               | Theatrical – Best Actress                                                  | Bamboozled                | Venceu    |
| 1998 | Blockbuster Entertainment Award | Favorite Supporting Actress – Horror                                       | Scream 2                  | Venceu    |
| 1997 | NAACP Image Awards              | Outstanding Actress in a Television Movie, Mini-Series or Dramatic Special | If These Walls Could Talk | Venceu    |
| 1997 | NAACP Image Awards              | Melhor Atriz no Cinema                                                     | Set It Off                | Indicada  |